# Maria Bonnevie
Anna Maria Cecilia Bonnevie (født 26. september 1973 i Västerås) er en norsk-svensk skuespiller.
Maria Bonnevie er datter af den norske skuespillerinde Jannik Bonnevie og den svenske skuespiller Per Waldvik.
Hun er opvokset hos sin mor i Norge.

## Filmografi
- Den hvide viking (1991)
- Telegrafisten (1994)
- Jerusalem (1996)
- Insomnia (1997)
- Den 13. kriger (1999)
- Tsatsiki, moren og politimanden (1999)
- Hr. Boe & Co.'s Anxiety (2001)
- Jeg er Dina (2002)
- Himmelfald (2002)
- Reconstruction (2003)
- Truslen (2004)
- Dag og nat (2004)
- Izgnanie (2007)
- Det som ingen ved (2008)
- En chance til (2015)
- Skammerens datter (2015)
- Unge Astrid (2018)
- Druk (2020)